# صلصة
الصلصة أو الرُّبّ هي مادة سائلة وأحيانًا ما تكون صلبة أو شبه صلبة، تستخدم في الطبخ وتقدم على بعض المأكولات مثل السلطات وبعض الأطباق وتستخدم أيضا في تحضير الكثير من الأطعمة.
تختلف المكونات التي تتألف منها الصلصات، ويمكن أن تقدم إلى جانب الطعام أو تضاف إليه قبل التقديم، وتعد الصلصة عنصر أساسي في المطابخ في جميع أنحاء العالم.

## بعض أنواع الصلصات
- صلصة الصويا
- صلصة التارتار
- صلصة تاباسكو
- صلصة إكس أو
- المحمرة (صلصة)
- صلصة سلطة

وأيضاً يوجد من أنواعها صلصات باردة أو حارة.